# Peter Benoit
Peter Benoit, właśc. Petrus Leonardus Leopoldus Benoit (ur. 17 sierpnia 1834 w Harelbeke, zm. 8 marca 1901 w Antwerpii) – belgijski kompozytor, dyrygent i pedagog.

## Życiorys
W latach 1851–1855 studiował w konserwatorium w Brukseli u François Fétisa. W czasie studiów borykał się z problemami finansowymi, w związku z czym zarabiał na utrzymanie grając na trójkącie w brukselskim Théâtre de La Monnaie. W 1856 roku został dyrygentem brukselskiego Park Theatre. W 1856 roku został odznaczony belgijskim Prix de Rome za kantatę La meurtre d’Abel i dzięki otrzymanemu stypendium wyjechał w 1858 roku do Niemiec.
Od 1859 do 1863 przebywał w Paryżu, od 1862 roku dyrygując tamtejszym Théâtre des Bouffes-Parisiens. Po powrocie do Brukseli działał jako kompozytor i aktywny uczestnik życia muzycznego. Dzięki jego staraniom w 1867 roku powołano do życia w Antwerpii Flamandzką Szkołę Muzyczną, w 1898 roku przekształconą w Królewskie Flamandzkie Konserwatorium (Koninklijk Vlaamsch Muziekconservatorium). Benoit był dyrektorem tej instytucji od momentu jej utworzenia aż do swojej śmierci.
Odznaczony krzyżem komandorskim belgijskiego Orderu Leopolda.

## Twórczość
Był czołowym przedstawicielem flamandzkiej szkoły narodowej w muzyce. Prowadził ożywioną działalność jako pedagog i organizator życia muzycznego, w swoich pismach, publicystyce i utworach propagując wartości narodowe. Uprawiał wielkie formy wokalno-instrumentalne, operując bogatymi, rozbudowanymi środkami harmonicznymi i aparatem orkiestrowym. Jego twórczość stanowi pośredni etap w rozwoju instrumentacji pomiędzy Berliozem a Straussem.

## Wybrane kompozycje
(na podstawie materiałów źródłowych)

### Kantaty
- De Leie (1875)
- Vlaanderen’s Kunstroem, znana też jako Rubens-Cantate (1877)
- De Waereld im (1878)
- Hucbald (1886)
- De Genius des Vaderlands (1880)
- Hymne aan den Vooruitgang (1885)
- De Muse der Geschiedenis (1886)
- Treur en Triomfzang (1896)

### Muzyka religijna
- Quadrilogie religieuse (1860–1863)
- Drama Christi (1871)
- Missa brevis (1872)

### Oratoria
- Abel en Kain (1857)
- Lucifer (1865)
- Prometheus (1867)
- De Schelde (1868)
- De Oorlog (1873)
- De Rhijn (1889)

### Opery
- Het dorp in’t gebergte (1856)
- Isa (1867)
- Juicht met ons (1886)
- Het meilief (1893)